# Baptiste Descamps
Pour les articles homonymes, voir Descamps.
Baptiste Descamps, né à Figeac (Lot) le 29 août 1834 et mort à Paris 5e le 20 avril 1898, est une personnalité de la Commune de Paris.

## Biographie
Mouleur en cuivre, il est élu le 26 mars 1871 au Conseil de la Commune par le XIVe arrondissement avec 5 835 voix sur 6 570 votants. Il ne siège dans aucune commission et n'a semble-t-il aucune activité. En septembre 1871, le 3e Conseil de Guerre l'acquitte à l'unanimité.

### Notices biographiques
- Jules Clère, Les hommes de la Commune : Biographie complète de tous ses membres, Paris, Libraire-éditeur É. Dentu, 1871, 195 p. (lire en ligne sur Gallica), p. 77-78
- Paul Delion, Les membres de la Commune et du Comité central, Paris, A. Lemerre éditeur, août 1871, 446 p. (lire en ligne sur Gallica), p. 83-84
- Bernard Noël, Dictionnaire de la Commune, Coaraze, L'Amourier éditions, coll. « Bio », avril 2021 (1re éd. 1971), 799 p. (ISBN 978-2-36418-060-4, ISSN 2259-6976, présentation en ligne), p. 262
- « Notice Descamps Baptiste », sur maitron.fr, Le Maitron, dictionnaire bibliographique du mouvement ouvrier et du mouvement social, Association Les Amis du Maitron (consulté le 7 août 2021)